# Morti nel 560
| Questa pagina contiene informazioni ricavate automaticamente dalle voci biografiche con l'ausilio del template Bio e di un bot. L'aggiornamento è periodico e automatico e ricostruisce completamente la pagina. Se manca una persona in questa lista, sei pregato di non aggiungerla, ma accertati piuttosto che la sua voce biografica contenga il template Bio e che i dati anagrafici siano correttamente compilati. Se il template Bio manca, inseriscilo tu stesso o, in alternativa, metti l'avviso {{tmp\|Bio}} che ne segnala la mancanza. Se i dati riportati sono sbagliati, correggi direttamente la voce biografica; le modifiche saranno visibili in questa lista entro pochi giorni. Per chiarimenti vedi il progetto biografie. La lista contiene solo le 9 persone che sono citate nell'enciclopedia e per le quali è stato implementato correttamente il template Bio. Pagina aggiornata al 10 mag 2025. |

- 8 giugno - Medardo di Noyon, vescovo franco
- 7 settembre - Clodoaldo, principe franco
- Augusto di San Sinforiano, abate e santo franco
- Conomor il Maledetto
- Cramno, principe franco
- Cynric dei Gewisse, sovrano
- Eliffer Gosgorddfawr, sovrano
- Turisindo, condottiero germanico
- Finiano il lebbroso, santo irlandese